# Yndolaciidae
Yndolaciidae (лат.) — семейство кольчатых червей отряда Phyllodocida из подкласса Errantia класса многощетинковых.

## Описание
Мелкие многощетинковые черви (до 10 мм). Тело короткое, уплощённое, полупрозрачное, состоит из 9—20 сегментов. Простомиум отчётливый, широкий, с одной парой реснитчатых затылочных органов. Пальпы, усики и глаза отсутствуют. Первый сегмент окружает вентральный рот, редуцирован дорсально и частично сросся с протомиумом. Каждый из двух передних сегментов с парой объёмных щупальцевых цирри, поддерживаемых внутренними хетами. Последующие сегменты с бирамовидными параподиями с длинным стеблем и равными рами, каждая из которых поддерживается одной ацикулой. Дорсальные и вентральные цирри крупные, равные, удлинённые или овальные. Хеты тонкие, составные. Бранхии отсутствуют. Хоботок короткий, невооружённый. Пигидий с парой коротких анальных цирри или без них. Два тесно расположенных нервных шнура без видимых ганглиозных вздутий. Пелагические формы.

## Систематика
Известно 3 рода и 3 вида. Семейство было впервые описано в 1987 году и первоначально выделено в отдельный отряд Yndolaciida.
- Paryndolacia Buzhinskaja, 2004[5]
  - Paryndolacia tomopteroides Buzhinskaja, 2004 — Канадская котловина (глубина ~3 км, СП-22, Северный Ледовитый океан)
- Yndolacia Støp-Bowitz, 1987[1]
  - Yndolacia lopadorrhynchoides Støp-Bowitz, 1987 — Гвинейский залив (глубина ~800 м, Африка)
- Yndolaciella Buzhinskaja, 2004[5]
  - Yndolaciella polarsterni Buzhinskaja, 2004 — Море Лаптевых (глубина ~3 км, Северный Ледовитый океан)